# Chantage de femmes
 Pour plus de détails, voir Fiche technique et Distribution
Chantage de femmes est un film pornographique français de Michel Ricaud sorti sur les écrans en 1989.

## Synopsis
L'assistante sociale d'une prison a été licenciée sans aucun égard pour avoir abusé des prisonniers qui lui étaient confiés. Un journaliste qui souhaite la réhabiliter l'incite à lui raconter son histoire ce à quoi elle consent volontiers.

## Scènes pornographiques
1. L'assistante sociale de la prison (Laura Valérie) rejoint un prisonnier sur le point d'être libéré dans sa cellule (Philippe Soine) et s'offre à lui (Fellation, Pénétration vaginale). Un gardien (Eric Weiss), qui observe la scène au travers de l'œilleton de la porte, les rejoint (double pénétration).
2. Deux copains (Philippe Soine et Dominique St Clair) abordent une jeune femme (Marie Noelly) à la terrasse d'un café. Le contact est établi rapidement et ils la ramènent chez eux. La jeune femme, Marie Noëlle, se dit intimidée et demande au second garçon de sortir pendant qu'elle reste avec le premier (Fellation, Pénétration vaginale). Puis, sur l'insistance du premier, elle accepte que le second garçon vienne le remplacer (Fellation, Pénétration vaginale, sodomie). Il sort, mais revient au bout d'un moment (double pénétration).
3. Une femme rend visite à son mari (Philippe Soine) au parloir de la prison. Elle glisse un billet au gardien afin qu'il détourne les yeux (Fellation, Pénétration vaginale).
4. Afin d'arrondir leurs fins de mois, l'assistante sociale et l'infirmière de la prison ont entrepris de faire des photos pornos. L'un des prisonniers s'en aperçoit en consultant une revue. Suit une scène entre Josie, l'infirmière, et un homme dont le visage reste invisible (Fellation, Pénétration vaginale).
5. Scène lesbienne entre Carole et Josie avec un godemichet. Un gardien les interrompt en amenant un prisonnier à la consultation médicale. Resté seul avec Josie, le prisonnier la fait chanter et exige un rapport sexuel (Fellation, Sodomie).
6. Les deux copains ont ramené deux filles à la maison (Fellation, Pénétration vaginale, Sodomie).
7. Scène finale entre Carole et le journaliste (Christophe Clark) (Fellation, Pénétration vaginale, Sodomie).

## Fiche technique
- Titre : Chantages de femmes
- Réalisation et scénario : Michel Ricaud
- Distribution, production et casting : Marc Dorcel
- Directeur de la photographie : Serge de Beaurivage
- Montage : Norma Pouliopoulos
- Musique originale : Marc Dorcel
- Durée : 77 min
- Date de sortie : 1988
- Pays :  France
- Genre : pornographie

## Distribution
- Marie Noelly : Marie-Noëlle
- Laura Valérie : Carole Evry, l'assistante sociale
- Claire Valentin : Josie, l'infirmière
- Nadia Aubrun : première fille
- Charlotte Stéphie : seconde fille
- Gil Lagardère : le jeune homme
- Sabrina Darmon : l'épouse du prisonnier dans le parloir
- Philippe Soine : premier garçon
- Dominique St Clair : second garçon
- Christophe Clark : le journaliste
- Eric Weiss : un gardien